# Stati Uniti d'Europa

L'Unione europea

Stati Uniti d'Europa è il nome dato a diversi ipotetici scenari di unificazione europea, orientati verso modelli simili a quello di un singolo Stato unitario decentrato (simile al Regno Unito) e a quello di una singola federazione di Stati (simile agli Stati Uniti d'America), come era immaginato da diversi politologi e politici.

## Storia
Diverse idee fiorirono nei secoli, spesso anche incompatibili tra loro (inclusione o esclusione del Regno Unito; unioni laiche o religiose). Queste proposte includono quelle di re Giorgio di Poděbrady di Boemia nel 1464, del duca di Sully in Francia nel XVII secolo e l'idea di William Penn, quacchero fondatore della Pennsylvania, per la creazione di un'assemblea, parlamento o Stato europeo. L'idea di un'unità europea venne inoltre teorizzata nel XVIII secolo da Charles-Irénée Castel de Saint-Pierre.

### XIX secolo
Felix Markham annotò come durante una conversazione a Sant'Elena, Napoleone Bonaparte abbia sottolineato «L'Europa così divisa in nazioni liberamente formate e internamente libere, la pace tra gli stati dovrebbe diventare più facile: gli Stati Uniti d'Europa potrebbero essere una possibilità».

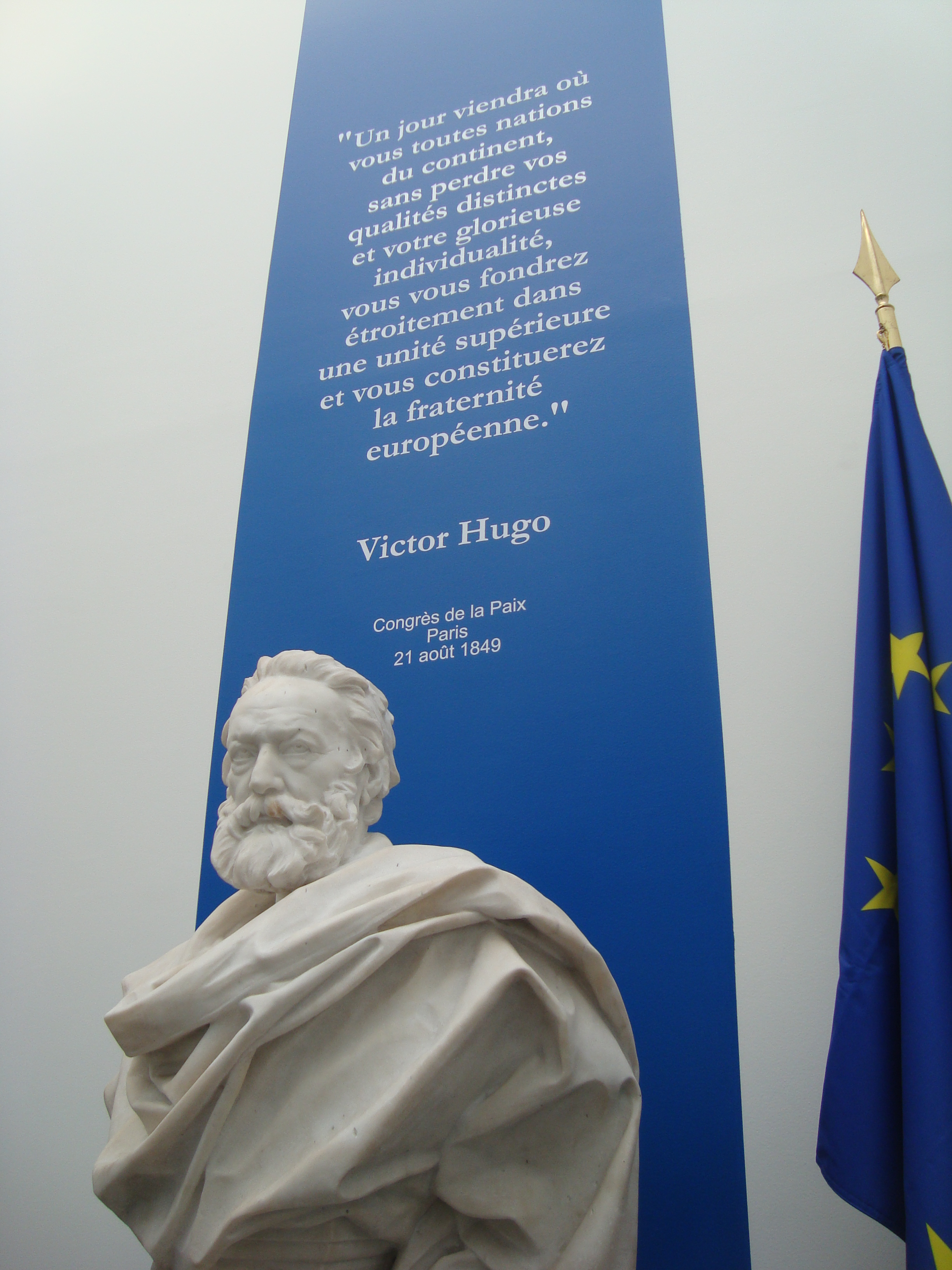
Busto di Hugo all'Assemblea nazionale francese con estratto dal suo discorso del 1849

Stati Uniti d'Europa è anche il nome di un progetto presentato da Wojciech Jastrzębowski nella Pace Eterna tra le nazioni, pubblicato il 31 maggio 1831 e il cui progetto è composto da 77 articoli. Gli Stati Uniti d'Europa da lui immaginati erano un'organizzazione internazionale piuttosto che un superstato. 
Carlo Cattaneo fu uno dei primi sostenitori degli Stati Uniti d'Europa e considerava l'unificazione europea come una logica conseguenza della federazione italiana.
(Carlo Cattaneo, Dell'insurrezione di Milano nel 1848 e della successiva guerra" di Carlo Cattaneo, Lugano, 1849)
Il termine "Stati Uniti d'Europa" (États-Unis d'Europe) fu usato da Victor Hugo durante il suo discorso al congresso internazionale di pace tenuto a Parigi nel 1849. Hugo privilegiava la creazione di un senato sovrano supremo, che sarebbe stato per l'Europa quello che è il parlamento per l'Inghilterra e disse: «Verrà un giorno in cui tutte le nazioni del nostro continente formeranno una fratellanza europea... Verrà un giorno in cui dovremo vedere... Gli Stati Uniti d'America e gli Stati Uniti d'Europa faccia a faccia, allungarsi tra di loro attraverso il mare».
Victor Hugo piantò un albero (nello specifico una quercia) nella sua residenza sull'isola di Guernsey e disse: «Quando quest'albero sarà maturo, esisteranno gli Stati Uniti d'Europa». Questa quercia al giorno d'oggi cresce ancora nel giardino della casa d'Altavilla a Saint Peter Port nell'isola di Guernsey, dove visse Hugo durante il suo esilio dalla Francia.
Nel 1867 Giuseppe Garibaldi e John Stuart Mill raggiunsero Victor Hugo al congresso della Lega per la Pace e la Libertà a Ginevra. Qui l'anarchico Mikhail Bakunin disse: «Che al fine di ottenere il trionfo della libertà, pace e giustizia nelle relazioni internazionali d'Europa e di rendere impossibile la guerra civile tra i vari popoli che compongono la famiglia europea, una sola strada è possibile: costituire gli Stati Uniti d'Europa».
La fine del XIX secolo in Italia si concluse con queste parole di Luigi Einaudi: “Esercito unico e confine doganale unico sono le caratteristiche fondamentali del nuovo sistema. Gli Stati restano sovrani per tutte le materie che non sono delegate espressamente alla Federazione europea; ma questa sola dispone delle Forze Armate, ed entro i suoi confini vi è una cittadinanza unica ed il commercio è pienamente libero[...]. La guerra non scomparirà, ma sarà spinta lontano, ai limiti della Federazione. Divenute gigantesche le forze in contrasto, anche le guerre diventeranno più rare; finché esse non scompariranno del tutto, nel giorno in cui sia per sempre fugato dal cuore e dalla mente degli uomini, l’idolo immondo dello Stato sovrano.”.

### XX secolo
A seguito della catastrofe della prima guerra mondiale alcuni pensatori incominciarono a riconsiderare l'idea di un'Europa politicamente unita. Nel 1914, in una conferenza in un bosco nei dintorni di Berna, Lenin auspicò la creazione degli Stati Uniti Repubblicani d'Europa, e nel febbraio del 1915, sempre a Berna, mise all'ordine del giorno di una conferenza otto tesi tra cui la settima: "Riconoscimento del principio degli Stati Uniti d'Europa, in quanto tappa da superare sul cammino della creazione di una nuova Europa". 
Giacomo Matteotti nel 1923 - dopo aver intrapreso una inedita “diplomazia della navetta” tra socialisti francesi e tedeschi sulla questione delle riparazioni - scrisse: «[L’internazionale socialista dovrà] tentare o favorire ogni iniziativa che dirima i conflitti tra i popoli, li associ con vincoli pacifici, eviti o faccia cessare le opposte violenze e minacce. Dovrà favorire il formarsi di una vera Lega delle Nazioni, e più immediatamente degli Stati Uniti d’Europa, che si sostituiscano alla frammentazione nazionalista in infiniti piccoli Stati turbolenti e rivali».
Nel 1923 il conte austriaco Richard Coudenhove-Kalergi fonda l'Unione Paneuropea e ospita il primo congresso paneuropeo tenutosi a Vienna nel 1926. L'obiettivo era chiaramente un'Europa cristiana, in contrasto con lo slogan di Trotsky del 1923 in cui non vedeva un'Europa cristiana, bensì comunista.  Nel 1929 il primo ministro francese Aristide Briand fece un discorso all'assemblea della società delle nazioni nel quale propose l'idea di una federazione di nazioni europee basate sulla solidarietà e sul raggiungimento della prosperità economica e cooperazione politica e sociale. Molti illustri economisti, tra cui John Maynard Keynes, appoggiavano quest'idea. Nel 1930 sotto richiesta della società delle nazioni Briand presentò un Memorandum sull'organizzazione di un sistema di Unione Federale Europea.
Gli Stati Uniti d'Europa è anche il titolo di due libri pubblicati nel 1931 dal politico francese Édouard Herriot e dal funzionario britannico Arthur Salter.
Nel 1940 durante le vittorie naziste della seconda guerra mondiale l'ex imperatore tedesco Guglielmo II dichiarò: «Stiamo diventando gli Stati Uniti d'Europa sotto la guida tedesca, un continente europeo unito». Nel 1944 esponenti italiani del movimento antifascista, tra i quali Altiero Spinelli diffusero il Manifesto di Ventotene per un'Europa libera e unita.
Winston Churchill usò il termine "Stati Uniti d'Europa" nella lettera spedita all'Università di Zurigo il 9 settembre del 1946.

## Prospettive di un'unione più stretta
Gli Stati membri dell'Unione europea hanno molte politiche comuni con l'Unione europea e spesso quest'ultima ricorda un singolo Stato. Ha un corpo esecutivo comune (la Commissione europea), un solo Alto rappresentante per la politica estera e di sicurezza comune, una comune Politica di sicurezza e di difesa comune, una corte suprema (Corte di giustizia dell'Unione europea, ma solo in materia di leggi dell'Unione europea) e un'organizzazione intergovernativa di ricerca. L'Euro è la valuta comune ed è stata adottata da venti Stati, mentre altri tre Paesi membri dell'Unione europea hanno legato le loro valute all'euro con gli Accordi europei di cambio. Inoltre in alcune regioni d'Europa è stato adottato l'euro unilateralmente. L'Unione europea non ha comunque una singola costituzione, un singolo governo, una singola politica estera decisa da quel governo, un singolo sistema di tasse che contribuisca a un singolo erario o un singolo esercito.
Esistono diverse istituzioni paneuropee separate dall'Unione europea. L'Agenzia Spaziale Europea comprende quasi tutti gli Stati membri dell'Unione europea, ma è indipendente da quest'ultima e comprende anche Stati che non fanno parte dell'Unione europea come la Svizzera e la Norvegia. È indipendente dall'Unione europea anche la corte europea dei diritti umani (da non confondere con la corte europea di giustizia) che è un elemento del Consiglio d'Europa e come l'Agenzia Spaziale Europea comprende sia Stati membri sia Stati non membri dell'Unione europea. Allo stato attuale l'Unione europea è una libera associazione di Stati sovrani che condividono obiettivi comuni.
Oltre il vago obiettivo di una "unione sempre più stretta" nel 1983 con la dichiarazione solenne sull'Unione europea, l'Unione (ovvero i membri dei suoi governi) non ha attualmente una politica per creare né una federazione né una confederazione, ma in passato due tra i fondatori, Jean Monnet e Robert Schuman, avanzarono tali proposte.
Sono in uso un'ampia gamma di termini per descrivere il futuro della struttura politica europea e/o dell'Unione europea: uno dei quali è Europa Unita ed è spesso usato, ma non ha uno status costituzionale definito. Negli Stati Uniti d'America l'idea è presa seriamente in discussione e si considerano le conseguenze che un'unità europea avrebbe sulla potenza politica ed economica statunitense. Glyn Morgan, un professore associato dell'Università di Harvard, ne parla apertamente nel suo libro: The Idea of a European Superstate. Mentre il testo di Morgan si focalizza sulle implicazioni di sicurezza di un'Europa unificata, molti altri testi si dedicano alle implicazioni economiche che avrebbe una tale entità.
Altri importanti testi recenti sono The United States of Europe di T. R. Reid e The European Dream scritto da Jeremy Rifkin.

### Oppositori
L'Unione europea non comprende tutti i Paesi europei e i governi nazionali non condividono l'idea di diventare una federazione. In alcuni Stati membri esiste una forte opposizione interna a questi temi.
Il termine "Stati Uniti d'Europa", come diretta comparazione con gli Stati Uniti d'America, dovrebbe implicare che le esistenti nazioni d'Europa sarebbero ridotti all'equivalente dei singoli Stati statunitensi, perdendo la loro sovranità nazionale, diventando parte costituente di una Federazione Europea.
Proprio come gli Stati Uniti d'America si sono evoluti da una confederazione in una federazione, il termine "Stati Uniti d'Europa" potrebbe anche essere usato per descrivere una potenziale confederazione di Stati indipendenti. Chi si oppone o critica la creazione di una federazione o una confederazione di Stati europei può essere definito "euroscettico", anche se bisogna ricordare che chi si oppone alla creazione di una federazione europea non necessariamente si oppone all'Unione europea e/o al processo di integrazione europea.

### Guy Verhofstadt
A seguito dell'esito negativo del referendum francese e olandese sulla costituzione europea l'ex primo ministro belga Guy Verhofstadt scrisse nel novembre del 2005 un libro, scritto in olandese, Verenigde Staten van Europa ("Stati Uniti d'Europa") nel quale sostiene – basandosi sui risultati dell'eurobarometro – che la metà dei cittadini europei vuole più Europa. Secondo Guy Verhofstadt un'Europa federale dovrebbe essere creata dagli Stati che desiderano un'Europa federale (una sorta di cooperazione rafforzata). In parole povere un nucleo federale europeo dovrebbe esistere all'interno dell'attuale Unione europea. Ha anche aggiunto che questo nucleo dovrebbe "federalizzare" le seguenti aree politiche: politica economico-sociale, cooperazione tecnologica, giustizia comune e sicurezza comune, una diplomazia comune e un esercito europeo. In questo libro l'autore sottolinea inoltre la sua causa con forza, per un approccio maggiormente federale alle sfide economiche e politiche che gli Stati membri dell'Unione europea si troveranno ad affrontare in futuro.
Il libro di Verhofstadt fu ricompensato con il primo premio all'Europe Book Prize organizzato dall'associazione Esprit d'Europe e supportato dall'ex presidente della Commissione europea Jacques Delors. Il premio di 20000 € fu dichiarato dal parlamento europeo a Bruxelles il 5 dicembre 2007.
Henning Mankell, scrittore di gialli, svedese fu il presidente della giuria di giornalisti Europei che scelse il primo premio. Mankell disse: «La giuria era sensibile al coraggio politico mostrato dall'attuale primo ministro belga. In un'Europa che ha molti dubbi su se stessa, che ha tante domande sul proprio futuro, ha offerto una proposta chiara per il futuro e dato ragione di credere nella costruzione europea». Mentre riceveva il premio Verhofstadt aggiunse: «Quando ho scritto questo libro, intendevo fare una provocazione contro tutti coloro che non volevano la Costituzione europea. Fortunatamente alla fine una soluzione è stata trovata con il trattato, che è stato approvato».

## Analisi e previsioni

### Futura superpotenza
Gli Stati Uniti d'Europa sono largamente immaginati, raffigurati o romanzati come una superpotenza paragonabile o anche più potente degli Stati Uniti d'America. Con 446 milioni di abitanti, diventerebbe il terzo paese più popolato al mondo. Alcune persone come T.R. Reid, Andrew Reding, Giuseppe Romano e Mark Leonard, ma anche altri, credono che questa ipotetica potenza degli Stati Uniti d'Europa andrebbe a rivaleggiare con gli Stati Uniti d'America nel XXI secolo. Leonard cita sette diversi fattori: la grande popolazione europea, l'ampia economia europea, la bassa inflazione europea, il clima europeo favorevole e la posizione europea centrale nel mondo, l'impopolarità e la percezione del fallimento della politica estera statunitense degli ultimi anni, considerando inoltre l'alto livello di sviluppo di organizzazione sociale e qualità della vita di determinati paesi europei (tenendo conto delle ore di lavoro settimanali e della distribuzione della ricchezza). Alcuni esperti sostengono che l'Europa ha sviluppato una sfera di influenza chiamata "Eurosfera".

### Scetticismi
Alcuni ritengono però che gli Stati Uniti d'Europa siano molto lontani dall'essere realtà, a causa di resistenze interne di vario tipo. Asle Toje, studioso di politica estera norvegese, sostiene che l'Unione europea ricorda maggiormente una potenza secondaria. Nel suo libro The EU as a small power egli ritiene che l'Unione europea sia una risposta alla funzione storica dell'Europa che contiene i resti dei suoi cinque passati ordini europei. Nonostante negli anni novanta e nei primi anni duemila abbia mostrato che c'era lo spazio politico per l'aumento della sicurezza europea, l'Unione europea non è stata capace di raggiungere queste aspettative.
L'autore esprime particolari preoccupazioni riguardo alla Politica europea di sicurezza e difesa e di come i tentativi di mettere risorse in comune e guadagnare consenso politico non sono riusciti a dare i risultati sperati. Questo andamento, considerando i cambiamenti dei poteri globali, sono visti come un cambio di strategia dell'Unione europea per cui le ambizioni da grande potenza sono state ridimensionate e rimpiazzate da una tendenza a coprire le grandi potenze. L'autore usa il caso dell'intervento dell'EUFOR in Darfur e in Ciad per illustrare che l'efficacia dell'Unione europea è ostacolata dalla differenza tra il consenso e le aspettative, dovuto principalmente alla mancanza effettiva di un sistema che prenda le decisioni. In questa tesi la somma di questi sviluppi è che l'Unione europea, nella situazione vigente, non sarà mai una grande potenza e sta pensando di prendere posto nel multipolare ordine emergente internazionale.